# Friedrich von Adelung
Friedrich von Adelung (oroszul: Фёдор Павлович Аделунг, Stettin, 1768. február 25. – Szentpétervár, 1843. január 18.) német-orosz filológus, nyelvész, történész, bibliográfus, a Szentpétervári Tudományos Akadémia levelező (1809) és tiszteleti tagja (1838).
Johann Christoph Adelung német nyelvész, filológus unokaöccse. Sophie von Adelung nagyapja.

## Élete
Az iskolát Stettinben kezdte, majd 1780-tól Lipcsében folytatta, ahol nagybátyja, a kor híres nyelvésze vette pártfogásba és vállalta nevelését. 1787-től a lipcsei egyetemen tanult jogot és filozófiát tanult. Disszertációja megvédésére készülve 1790-ben utazni kezdett és felhagyott azzal a szándékával, hogy docens legyen az egyetemen. Bécs, Magyarország, Itália, Szicilia után 1793-ban Rigába utazott. Onnan gróf Browne ezredessel, Livónia (Livland) akkori tábornok-kormányzójának fiával további utazásokat tett, főként Németországban. 1795-ben áttelepedett Mitau-ba (vagy Mitawa-ba; ma: Jelgava, Lettország), ahol állást vállalt és a kurlandi tábornok-kormányzó személyi titkára lett. 1797-ben barátja, egy udvari bankár meghívására Szentpétervárra költözött és két éven át üzleti ügyekkel foglalkozott. 1800-ban német nyelvű cenzornak, a következő évben a német színház igazgatójának nevezték ki. 1803-ban Nyikolaj Pavlovics nagyherceg – a későbbi I. Miklós orosz cár – és testvére, Mihail Pavlovics nagyherceg mentora (nevelője?) lett. 1818-ban a külügyi kollégium (minisztérium) különleges megbízatású tisztviselőjének nevezték ki. 1824-től élete végéig az ázsiai osztály keleti nyelvek intézetét vezette. Jelentős érdemeket szerzett az orientalisztikai könyvtár és a numizmatikai gyűjtemény kialakításában.

## Munkássága
Széles körű tudományos munkásságot fejtett ki, munkáit német nyelven publikálta. Utazásai során Rómában megismerhette az ógermán költészet vatikáni könyvtárban őrzött emlékeit, melyekről két munkát tett közzé (1796-ban és 1799-ben, mindkettőt Königsbergben). Terjedelmes munkát készült írni a Kurlandi kormányzóságról, de annak csak vázlata készült el és jelent meg 1800-ban. Szentpéterváron elsősorban bibliográfiai, nyelvészeti és régészeti kutatással foglalkozott. Többek között összeállította az Oroszországban 1801–1806 között megjelent külföldi (összesen 24 nyelvű) művek bibliográfiáját. Felvetette egy orosz nemzeti múzeum alapításának gondolatát és részt vett a Rumjancev Múzeum megalapításában. Régészeti kutatási eredményeit is felhasználta a novgorodi Szófia-székesegyház kapuzatáról írt munkájában (németül: Berlin, 1823; oroszul: Moszkva, 1834). Tanulmányt közölt az 1700 előtt Oroszországról kiadott külföldi térképekről.
Életének utolsó 25 évében fáradhatatlanul gyűjtötte a régi utazók Oroszországról készített feljegyzéseit. Ezekből életében két monográfiája jelent meg, (Sigismund von Herbersteinről 1818-ban és August von Meyerbergről 1827-ben), többségük azonban kéziratban maradt. Halála után fia, Nyikolaj jelentette meg őket két kötetbe gyűjtve: 
- Kritisch-literarische Übersicht der Reisenden in Russland bis 1700, deren berichte bekannt sind (Szentpétervár, 1846). A munkát az akadémia Gyemidov-díjjal jutalmazta. Orosz fordítása szakaszosan (1848, 1863, 1864) és befejezetlenül jelent meg.[1]

Különösen jelentős nyelvészeti munkássága; főbb művei e körben:
- Rapports entre la langue Sanscrit et la langue Russe. Présentés à l'Académie Impériale Russe (név nélkül, Szentpétervár, 1811). Heinrich Julius Klaproth, a híres orientalista azt állította, hogy az adatok nagy része az akadémiának általa átadott kéziratból származik
- Übersicht aller bekannten Sprachen und ihrer Dialecte (1820)
- Versuch einer Literatur der Sanscrit-Sprache (1830; angol fordítása Oxfordban 1832-ben jelent meg)
- Bibliotheca sanscrita. Literatur der Sanscrit-Sprache (az előzőnek második, jelentősen javított és bővített kiadása, 1837)